# Фрамполь
Фра́мполь (або Фрампіль, пол. Frampol) — місто в східній Польщі. Належить до Білгорайського повіту Люблінського воєводства.

## Демографія
Демографічна структура станом на 31 березня 2011 року:
|          | Загалом | Допрацездатний вік | Працездатний вік | Постпрацездатний вік |
| -------- | ------- | ------------------ | ---------------- | -------------------- |
| Чоловіки | 738     | 142                | 515              | 81                   |
| Жінки    | 749     | 113                | 449              | 187                  |
| Разом    | 1487    | 255                | 964              | 268                  |